# Theo Zurenuoc
Theodore Zibang Zurenuoc est un homme d'État papou-néo-guinéen. Il est surtout connu pour avoir, de manière controversée et au nom de ses convictions chrétiennes, détruit des objets coutumiers décorant les locaux du Parlement.

## Entrée en politique et ministre de l'Éducation
Il fait son entrée au Parlement national lorsqu'il est élu député sans étiquette du district de Finschhafen dans la province de Morobe aux élections législatives de juillet 2007, mais rejoint ensuite le Parti du progrès populaire. Il remporte son siège en battant le député sortant qui est également son cousin, Guao Zurenuoc,,. La circonscription avait précédemment été représentée au Parlement par son père Zibang Zurenuoc (élu 1977), et par son oncle Zure Makili Zurenuoc.
En 2009, lors d'un débat parlementaire sur un projet de loi visant à nommer des femmes au Parlement, Zurenuoc s'oppose à l'idée de députées nommées, mais indique qu'il soutiendrait une mesure réservant des sièges à des femmes élues.
Début août 2011, il soutient la motion de censure qui renverse le gouvernement du premier ministre par intérim Sam Abal (alors que le premier ministre Michael Somare est hospitalisé) ; Peter O'Neill prend alors la tête du gouvernement avec le soutien du Parlement. Zurenuoc est nommé ministre de l'Éducation dans le nouveau gouvernement,. L'une des premières annonces du gouvernement O'Neill est la promesse de financer la mise en place d'une éducation primaire gratuite et universelle, et d'aides financières pour l'accès à l'éducation secondaire. Interrogé sur ce financement, Zurenuoc affirme : « Nous trouverons l'argent pour cet objectif ; nous couperons ce qui est superflu dans le budget pour financer cette cause bien plus noble. [...] Nous sacrifierons les dépenses dans les domaines moins importants pour concentrer toute notre attention sur la noble tâche de fournir à nos enfants un avenir dont ils ont été privés depuis trop longtemps »,. Il indique également que l'enseignement en primaire devrait s'effectuer entièrement en anglais, les cours dans les langues autochtones devant être abolis ; il préconise également une réforme de fond des méthodes éducatives.

## Président du Parlement
Il conserve son siège lors des élections législatives de 2012, représentant toujours le Parti du progrès populaire. Le 3 août, lorsque le nouveau Parlement siège pour la première fois, il est  élu président du Parlement (Speaker). Depuis 2013, animé par des convictions relevant d'un fondamentalisme chrétien, il retire, voire détruit, les objets autochtones traditionnels qui décorent la façade et l'intérieur du Parlement, et les fait remplacer par des symboles chrétiens. Il explique que les symboles qu'il fait retirer relèvent de l'idolâtrie. Plusieurs députés s'insurgent, et lui demandent en vain d'arrêter ; le Congrès des Syndicats de Papouasie-Nouvelle-Guinée et la Société des Professionnels catholiques, parmi d'autres, annoncent qu'ils vont déposer un recours en justice pour le faire cesser. La ministre de la Religion, Loujaya Kouza, soutient toutefois ces destructions, et affirme que c'est elle qui les lui a conseillées, sur recommandation d'un groupe chrétien étranger ; le gouvernement de Peter O'Neill se dissocie quant à lui des remarques de la ministre. En juin 2016, la justice déclare que ce retrait et cette destruction de biens culturels du Parlement est contraire à la Constitution et à la loi National Cultural Property Act. Elle ordonne à Theo Zurenuoc de « rétablir, restaurer ou remplacer » les objets retirés.
Le 18 février 2017, en qualité de président du Parlement, il assure l'intérim du poste de gouverneur général lors du décès de Sir Michael Ogio dans l'exercice de ses fonctions jusqu'à l'investiture de son successeur, Bob Dadae, élu deux semaines auparavant.
Lors des élections législatives de juin-juillet 2017, il perd son siège de député de la circonscription de Finschhafen, remportée par Rainbo Paita, du Pangu Pati. Il perd ainsi également la présidence du Parlement. Ses partisans déçus incendient un poste de police et plusieurs écoles.